# Archipiélago de Seribuat
Seribuat es un archipiélago de Malasia compuesto de 63 islas localizado en el mar de la China Meridional, al sudeste de Malasia Peninsular. Las islas son parte de los estados de Pahang y de Johor, extendiéndose unos 100 km desde la isla más al norte, Cebeh, hasta la más al sur, Tokong Yu.
Se han encontrado numerosas especies endémicas en estas islas, especialmente entre la herpetofauna.

## Geografía
Las islas del archipiélago se pueden dividir en tres arcos, según su distancia a las costas del continente, con las siguientes islas principales:
- Arco interior (13 islas):
  - Aceh
  - Setindan
- Arco medio (35 islas):
  - Seribuat
  - Rawa
  - Babi Besar
  - Tinggi
  - Sibu
  - Lima Besar
- Arco exterior (15 islas):
  - Tioman: es la principal isla del archipiélago de Seribuat
  - Pemanggil
  - Tulai
  - Aur
  - Tokong Burung Besar